# Barstow, Kalifornien
Barstow är en stad (city) i San Bernardino County, i delstaten Kalifornien, USA. Enligt United States Census Bureau har staden en folkmängd på 22 975 invånare (2011) och en landarea på 107 km².